# Roger Labrusse
Roger Labrusse, né le 23 juillet 1914 à Reims et mort le 24 octobre 2001 à Bayeux, est un militant libre penseur et un écrivain français, auteur de roman policier.

## Biographie
Pendant la Seconde Guerre mondiale, Roger Labrusse rentre dans la résistance, membre du mouvement Combat.
Il est président de la fédération des conseils de parents d'élèves de 1949 à 1954.
Militant anticolonialiste, il est impliqué en 1954 dans l'affaire des fuites alors qu'il est collaborateur de Jean Mons, directeur du secrétariat général de la Défense,,,,,. Accusé d'avoir lutté activement contre la Guerre d'Indochine, il est condamné par un tribunal militaire pour haute trahison à 6 ans d’emprisonnement en 1956 dans le cadre de l'Affaire des Fuites. 
Il est appelé par Bourguiba en 1958 auprès du ministre Messadi pour la refonte complète de l'enseignement en Tunisie. 
Il devient ensuite expert au Bureau International du Travail en Afrique,, notamment au Congo Kinshasa.
Il fut vice-président de l'Union mondiale des libres-penseurs et directeur de publication de la revue de la fédération nationale de la libre pensée La Raison. « Auteur de référence » sur la question scolaire, il publie en 1960 un Que sais-je ?, La Question scolaire en France sous le pseudonyme de Bernard Mégrine, réédité en 1977 et 1997 sous son patronyme.
Il fut membre et dirigeant du Grand Orient de France.
En 1984, il publie un premier roman, Les Crimes du bon Dieu, grâce auquel il est lauréat du prix du Quai des Orfèvres 1985. Il fait paraître en 2000 un second roman, Les Morts sous le toit, qui appartient au genre régionaliste.

## Œuvres

### Romans
- Les Crimes du bon Dieu, Éditions Fayard (1984)  (ISBN 978-2-21301-506-4)
- Les Morts sous le toit, Éditions Loubatières (2000)  (ISBN 2-86266-338-7)

### Autre ouvrage
- La Question scolaire en France, PUF, coll. « Que sais-je ? » no 864 (1997)  (ISBN 2-13-048967-2) (La première édition en 1960 est signée Bernard Mégrine)

## Prix
- Prix du Quai des Orfèvres 1985 pour Les Crimes du bon Dieu[9]